# Erik Schoefs
Erik Schoefs (Tongeren, 4 de gener de 1967) va ser un ciclista belga que fou professional de 1993 a 1997. Va combinar la carretera amb la pista on va guanyar una medalla de bronze en la modalitat de Velocitat en els Campionats del món de 1992.
Va participar també en dos Jocs Olímpics.

## Palmarès en pista
- 1987
  -  Campió de Bèlgica amateur en Velocitat
- 1989
  -  Campió de Bèlgica amateur en Velocitat
  -  Campió de Bèlgica amateur en Quilòmetre
- 1990
  -  Campió d'Europa en Velocitat
  -  Campió de Bèlgica amateur en Velocitat
  -  Campió de Bèlgica amateur en Quilòmetre
- 1991
  -  Campió de Bèlgica amateur en Velocitat
- 1993
  -  Campió de Bèlgica en Velocitat
  -  Campió de Bèlgica en Quilòmetre
- 1994
  -  Campió de Bèlgica en Velocitat
- 1995
  -  Campió de Bèlgica en Velocitat